# Saint-Didier-sur-Rochefort
Saint-Didier-sur-Rochefort – miejscowość i gmina we Francji, w regionie Owernia-Rodan-Alpy, w departamencie Loara.
Według danych na rok 1990 gminę zamieszkiwało 428 osób, a gęstość zaludnienia wynosiła 19 osób/km² (wśród 2880 gmin regionu Rodan-Alpy Saint-Didier-sur-Rochefort plasuje się na 1209. miejscu pod względem liczby ludności, natomiast pod względem powierzchni na miejscu 405.).